# Baltazar Bedeković Komorski
Baltazar Bedeković Komorski je bio visoki hrvatski politički dužnosnik iz 18. stoljeća.  Član je stare hrvatske plemićke obitelji Bedekovića Komorskih. Otac isusovačkog filozofa Kazimira.
Obnašao je dužnost banovca (podbana) od 21. svibnja 1739. do početka 1743. godine. Na dužnosti je naslijedio Jurja Czinderyja. Na mjestu podbana naslijedio ga je Ivan Rauch. 